# Peru (Maine)
Pour les articles homonymes, voir Peru.
Peru est une ville américaine située dans le Comté d'Oxford, dans le Maine. Selon le recensement de 2020, sa population est de 1 488 habitants.